# Twarde przełamanie strony
Twarde przełamanie strony (ang. hard page break) – przełamanie strony w dokumencie tworzonym w procesorze tekstów, wymuszone przez użytkownika – typowym skrótem klawiszowym w programach Microsoft Word lub OpenOffice.org Writer jest Ctrl+Enter. Twarde przełamanie zamyka zawartość strony nawet wtedy, gdy tekst nie wypełnił całej jej długości wyznaczonej przez jej parametry. Pierwszy znak znajdujący się za znakiem końca strony znajduje się na następnej stronie.